# جان زیمن (اسنوبردسوار)
جان زیمن (انگلیسی: Gian Simmen؛ زادهٔ ۱۹ فوریهٔ ۱۹۷۷) اسنوبردسوار اهل سوئیس بود.